# Tatort: Falsches Alibi
Falsches Alibi ist ein Fernsehfilm aus der Kriminalreihe Tatort der ARD, des ORF und SRF. Der Film wurde vom MDR unter der Regie von Bernd Böhlich produziert und am 18. Juni 1995 erstmals ausgestrahlt. Es handelt sich um die Tatort-Folge 312. Für die Kriminalhauptkommissare Ehrlicher und Kain ist es der 8. Fall, in dem sie von Dresden aus ermitteln.

## Handlung
In Freiberg wird die Leiche von Steffen Kemper auf einem Parkplatz gefunden. Kemper war ein polizeilich bekannter Autoknacker und wurde brutal erschossen. Ehrlicher und Kain ermitteln dieses Mal mit ihrer Assistentin Anka. Unerwartet gerät Ehrlichers Sohn Tommi unter Verdacht, da ihm der Wagen gehört, der in der Mordnacht von Zeugen gesehen worden ist. Aus Angst, weiter in den Fall hineingezogen zu werden, gibt ihm seine Freundin Anett ein falsches Alibi.
Ehrlicher vermutet aufgrund der Brutalität einen Kleinkrieg unter den Autoknackern und schickt Kain zu Familie Kemper in der Hoffnung, dort etwas über Freunde und Feinde des Opfers herauszufinden. Er kann die „Waschanlage“ ausfindig machen, wo Kemper die gestohlenen Wagen umgespritzt hat. Dort kommt er zwei Verdächtigen gefährlich nahe, die panisch vor ihm fliehen. Dabei verlieren sie ihre Waffe, die Kain in die KTU gibt und die sich als die Tatwaffe herausstellt.
Zufällig geht Ehrlicher und Kain der mutmaßliche Schutzgelderpresser Tetziak ins Netz. Beim Verhör stellt sich heraus, dass auch Kemper seit einiger Zeit im Schutzgeldgewerbe tätig war. Da offensichtlich Tommis Lokal in Kempers „Revier“ fällt, spricht Ehrlicher noch einmal mit seinem Sohn. Dieser gibt zu, sich an dem Abend mit Kemper getroffen zu haben, um das Auto von ihm zu kaufen, aber mit dem Mord habe er nichts zu tun. So will der Kommissar noch einmal mit Kempers Mutter sprechen, da sie die Leute kennen müsste, mit denen ihr Sohn zu tun hatte. Aber aus Angst um ihren zweiten Sohn schweigt sie. Als dieser am nächsten Tag verschwindet, ist sich Ehrlicher sicher, dass er den Mord beobachtet haben muss und sich deshalb versteckt hält. Er kann ihn finden und versteckt ihn bei seiner Frau Lore.
Tommi Ehrlicher gesteht seinem Vater, dass er sich mit seiner neuen Kneipe überschuldet und auf dubiose Geschäfte eingelassen hat. Allerdings nahm ihm Kemper das eingesparte Geld meist wieder als Schutzgeld ab. Da Tetziak Tommi entlasten könnte, will Ehrlicher mit ihm sprechen, doch als sie bei seiner Wohnung ankommen, ist er tot. Jemand hat ihm eine Überdosis Heroin gespritzt. Tommi muss nun doch in Untersuchungshaft, da zu viele Indizien gegen ihn sprechen. Anschließend geht sein Vater in die Offensive. Für ihn steht fest, dass jemand seinen Sohn ausschalten will, um an die Kneipe zu gelangen, die sich aus unternehmerischer Sicht an einem sehr günstigen Standort befindet. Ihm ist klar, dass nur der bekannte Dresdner Großunternehmer Jenninger dahinter stecken kann. Er stellt ihm eine Falle und äußert nur ihm gegenüber, dass sich Chris Kemper bei seiner Frau versteckt hält. Der Plan geht auf, und Jenninger schickt seine beiden Helfer zum Haus der Ehrlichers. Dort werden sie bereits von der Polizei erwartet und festgenommen. Bereitwillig sagen sie über ihren Chef Jenninger aus, der daraufhin verhaftet wird.

## Hintergrund
Falsches Alibi wurde von der Regina Ziegler Filmproduktion produziert. Wie schon im Tatort Jetzt und Alles ist Ben Becker mit einem Lied zu hören. Mit Wolfgang Völz, Christian Brückner und Michael Chevalier treten in diesem Film drei bekannte Synchronsprecher vor der Kamera auf.

## Rezeption

### Einschaltquoten
Bei seiner Erstausstrahlung am 18. Juni 1995 wurde die Folge Falsches Alibi in Deutschland von 6,78 Millionen Zuschauer gesehen, was einem Marktanteil von 22,03 Prozent entsprach.

### Kritik
Die Kritiker der Fernsehzeitschrift TV Spielfilm vergaben für diesen Tatort nur eine mittlere Wertung und finden, der Film sei lediglich ein „flauer Ausflug auf die Psychocouch“, der „gute Ansätze“ biete, „aber Ehrlichers Schulmeisterei strapaziert bald die Geduld“.